# روبين عيسى
روبين عيسى ممثلة سورية. خريجة المعهد العالي للفنون المسرحية. لها تجارب كثيرة من خلال المعهد وخارجه، وفور تخرجها خاضت تجربة المونودراما وذلك من خلال مسرحية (ليلي داخلي) مع المخرج سامر إسماعيل والتي تم عرضها في دمشق واللاذقية وتونس والشارقة، ومن ثم شاركت في عرض مع المخرج عروة العربي وهو مسرحية (عن الحرب وأشياء أخرى) والتي قدمت على مسرح الحمراء. كما شاركت في العديد من الأعمال على صعيد التلفزيون، منها (حدث في دمشق). 

## أعمالها
- باب الحارة 8 بدور دلال بنت أبو عصام عام 2016
- باب الحارة (الجزء التاسع) بدور دلال بنت ابو عصام عام2017
- الملهب بن ابي صفرة 2018
- أيام لا تنسى عام 2016
- بث تجريبي بدور معدة برامج عام 2016
- بقعة ضوء 12 عام 2016
- بقعة ضوء 11 عام 2015
- امرأة من رماد عام 2015
- حرائر (مسلسل) عام 2015
- سايكو عام 2018
- بعد عدة سنوات (مسلسل) عام 2021
- جوقة عزيزة (مسلسل) عام 2022
- مذكرات عشيقة سابقة
- العربجي (مسلسل) بجزئيه الأول والثاني
- مال القبان عام 2024